# Kind Butler III
Kind Butler III (* 8. April 1989) ist ein US-amerikanischer Sprinter.
Bei den Leichtathletik-Hallenweltmeisterschaften 2014 in Sopot gehörte er zum US-Quartett, das in der 4-mal-400-Meter-Staffel in der Besetzung Kyle Clemons, David Verburg, Butler III und Calvin Smith mit der Hallenweltrekordzeit von 3:02,13 min siegte.

## Persönliche Bestzeiten
- 60 m (Halle): 6,67 s, 5. Februar 2011, Geneva
- 100 m: 10,23 s, 15. Mai 2011, Iowa City
- 200 m: 20,36 s, 26. Mai 2012, Jacksonville
  - Halle: 20,77 s, 9. März 2012, Nampa
- 400 m: 45,43 s, 16. Juni 2012, Indianapolis
  - Halle: 45,84 s, 23. Februar 2014, Albuquerque